# Цейлон на літніх Олімпійських іграх 1960
Цейлон на літніх Олімпійських іграх 1960 року в Римі (Італія) представляли 5 спортсменів (усі чоловіки), які брали участь у чотирьох видах спорту — легкій атлетиці, боксі, велоспорті та плаванні. Цейлонські атлети не завоювали жодної медалі.

## Бокс
| Категорія | Спортсмен          | 1-й раунд                 | 2-й раунд              | Чвертьфінал        | Півфінал           | Фінал              | Місце |
| Категорія | Спортсмен          | Суперник Результат        | Суперник Результат     | Суперник Результат | Суперник Результат | Суперник Результат | Місце |
| --------- | ------------------ | ------------------------- | ---------------------- | ------------------ | ------------------ | ------------------ | ----- |
| до 58 кг  | Суміт Ліянаж       | Єжи Адамський (POL) L 0:2 | завершив змагання      | завершив змагання  | завершив змагання  | завершив змагання  | 17    |
| до 67 кг  | Дхармасірі Віракун | Bye                       | Дез Дугвід (AUS) L 0:2 | завершив змагання  | завершив змагання  | завершив змагання  | 17    |

## Велоспорт
| Спортсмен        | Дисципліна            | Час          | Місце |
| ---------------- | --------------------- | ------------ | ----- |
| Моріс Кумаравель | групова шосейна гонка | не фінішував | —     |

## Легка атлетика
Трекові та шосейні дисципліни
| Спортсмен  | Дисципліна        | Гіт       | Гіт   | Чвертьфінал | Чвертьфінал | Півфінал  | Півфінал | Фінал     | Фінал |
| Спортсмен  | Дисципліна        | Результат | Місце | Результат   | Місце       | Результат | Місце    | Результат | Місце |
| ---------- | ----------------- | --------- | ----- | ----------- | ----------- | --------- | -------- | --------- | ----- |
| Лінус Діаз | марафон, чоловіки | Н/Д       | Н/Д   | Н/Д         | Н/Д         | Н/Д       | Н/Д      | 2:32:12   | 39    |

## Плавання
| Спортсмен    | Дисципліна             | Гіт    | Гіт   | Півфінал   | Півфінал   | Фінал      | Фінал      |
| Спортсмен    | Дисципліна             | Час    | Місце | Час        | Місце      | Час        | Місце      |
| ------------ | ---------------------- | ------ | ----- | ---------- | ---------- | ---------- | ---------- |
| Тоні Вільямс | 200 м брасом, чоловіки | 2:59.8 | 36    | не пройшов | не пройшов | не пройшов | не пройшов |